# Stefan Albertov Ghecev
Stefan Albertov Ghecev (în bulgară Стефан Албертов Гечев; n. 29 ianuarie 1911, Ruse, Regatul Bulgariei – d. 4 ianuarie 2000, Sofia, Bulgaria) a fost un scritor, jurnalist, traducător și diplomat bulgar.

## Educație
Stefan Ghecev s-a născut în familia criticului și istoricului literar Albert Ghecev (1881-1915) și a profesoarei de limba franceză Rada Gheceva. A studiat la Ruse (1917-1922), apoi și-a continuat pregătirea la Plovdiv (1922-1925). Au urmat doi ani de studii la Paris la Lycée Louis-le-Grand. În 1934 a absolvit Universitatea din Sofia cu licența în filologie slavă. Din 1935 a studiat greacă și a ascultat prelegeri despre literatura bizantină la Universitatea din Atena, unde a ținut ulterior un curs de bulgară și limba slavă veche pentru studenții greci (1936).

## Activitate
În perioada 1936-1942, a făcut parte din Delegația Bulgară din Atena, unde a transcris texte în limbi străine, iar mai târziu a fost traducător. Împreună cu Cleon Perascos, a tradus în greacă poezii de Elisaveta Bagreana și Atanas Dalcev, publicate în revista literară greacă Nea Estia. În perioada cât a lucrat în Atena, a intervenit la amabasadoul bulgar și a reușit să îl salveze din arestul nazist pe poetul Kostas Varnalis.
Începând cu anul 1942 a lucrat în cadrul Delagației Bulgare din Bratislava. La data de 9 septembrie 1944, în contextul celui de-al doilea război mondial, la insistențele autorităților slovace, a fost nevoit să părăsească Bratislava și a emigrat în Pishtiani, motivul fiind susținerea necondiționată a guvernului de la Sofia. După încheierea războiului, a revenit în Bratislava și a fost numit reprezentant al Ministerului Afacerilor Externe al Bulgariei. Între 1947-1949 a fost secretar în cadrul Delegației bulgare din Varșovia.
Întors în Bulgaria, Ghecev a fost concediat din Ministerul Afacerilor Externe la sfârșitul anului 1949, pentru că nu era membru al Partidului Comunist Bulgar.
A început să lucreze pentru diferite reviste și publicații. A fost redactor la revista Stershel până în 1956. Împreună cu Stefan Sarceadjiev și Veselin Hancev, a fondat Teatrul Satiric din Sofia în1957, unde a lucrat ca dramaturg până în 1958. A condus departamentul de Publicistică al revistei Plamak până în 1966, iar în anul următor a fost redactor-șef adjunct al revistei Kontakti.

## Creație literară
Opera sa, extrem de vastă, include, printre altele: volumul de poezii Belejnik (Jurnalul) (publicat în 1967, dar interzis de autorități. deoarece nu era conform ideologiei comuniste), romanul Podul (1983), un volum de povestiri Crudul binefăcător (1994), romanele Victoria și fiii săi (1995) și Cunoaște-te pe tine însuți. Un roman pseudo-filosofic și pseudo-biografic (ultima sa scriere, publicată postum, în anul 2000). De asemenea, a publicat piesa de teatru Golgota barbară. O altă piesă, Procesul dispariției trupului lui Iisus Nazarineanul, a fost pusă în scenă la Centrul Cultural din Washington DC.
Ghecev a început să scrie poezii la vârsta de 15 ani. Creația sa lirică abundă în semnificații filosofice, în stilul literaturii moderne de la mijlocul secolului al XX-lea. Critica marxistă oficială a respins-o ca făcând parte din categoria „elementelor dubioase” (prima colecție de poezii, Belezhnik, 1967, a fost acuzată de suprarealism și dadaism).
Timp de decenii, Ghecev a fost izolat de viața literară, deoarece toate contractele sale cu editurile bulgare au fost anulate din motive politice. În acest timp, a creat lucrări originale care nu au fost publicate decât după 1989 (antologia sa Poezie din 1990 cuprinde poezii scrise în perioada 1966–1986). Unele lucrări din această perioadă au fost publicate sub pseudonimul Venceslav Diavatov (V. Diavatov). Lucrările lui Stefan Ghecev au fost traduse în engleză, franceză, germană, poloneză, rusă și în alte limbi.
În ceea ce privește activitatea sa ca traducător, Ghecev a tradus din greacă în bulgară poemele lui Konstantinos Kavafis, Aris Dikteos, Giorgos Seferis, Odysseas Elytis și Yannis Ifantis, pe care le-a făcut astfel accesibile pentru prima dată cititorilor bulgari. Din limba franceză a tradus o antologie de poeți francezi suprarealiști, precum și Cânturile lui Maldoror (Les chants de Maldoror) de Contele de Lautréamont (această traducere a fost începută în 1984 și finalizată în 1986, dar a fost publicată abia în 1993). În 1965 a tradus din engleză în bulgară cartea Alice în Țara Oglinzilor a lui Lewis Carroll.
Între anii 1936-1992 și-a scris autobiografia intitulată Prietenii mei greci. Volumul se adresează tuturor prietenilor pe care i-a cunoscut în Grecia în aproape 60 de ani. Opera lui Ghecev a contribuit semnificativ la popularizarea culturii grecești în Bulgaria, precum și la consolidarea relațiilor de prietenie dintre cele două popoare.

### Jurnalism
Stefan Ghecev a scris numeroase eseuri și articole care au fost incluse în cărți și antologii ale unor autori străini, publicate în Bulgaria, ca prefață sau introducere.

## Recunoaștere
În 1966 a fost răsplătit pentru activitatea sa de traducător cu Ordinul Crucea de Aur a Legiunii de Onoare, din partea Președintelui Republicii Grecia. I-a fost recunoscută contribuția la dezvoltarea și popularizarea culturii bulgare printr-o diplomă de onoare acordată de Ministerul Culturii din Bulgaria. În 1998, minstrul francez al culturii i-a acordat titlul de „Cavaler al Ordinului Artelor și Culturii”. În 1997, Uniunea Traducătorilor, împreună cu Ambasada Republicii Grecia, i-au acordat o diplomă pentru activitatea de traducere generală și pentru contribuția la popularizarea literaturii grecești în Bulgaria. De asemenea, în 1998, i s-a acordat o medalie de aur de către Uniunea Traducătorilor Greci, oferită de primarul Atenei, pentru munca sa de traducere, care reprezintă o contribuție la literatura și cultura greacă modernă.
Pe 28 mai 2001, la Biblioteca Națională „Sf. Chiril și Metodiu” a avut loc o conferință științifică organizată de Institutul de Literatură de la BAS și NBKM pe tema „Opera lui Stefan Ghecev – o nouă dimensiune în literatura bulgară”.
În 2006, la Ruse, s-a desfășurat Conferința științifică națională „Stefan Ghecev – dincolo de tradiție”. Cu acest prilej, a fost publicată o culegere de reportaje și materiale literar-critice.
În mai 2011, Universitatea din Ruse a organizat o masă rotundă pe tema „Stefan Ghecev și Albert Ghecev în spațiul literar și cultural bulgar”, pentru a marca 100 de ani de la nașterea lui Stefan Ghecev. În 2013 a fost publicată antologia Puterea Spiritului: Albert Ghecev și Stefan Ghecev, coordonatori fiind V. Doneva, M. Dușkova, R. Rusev. Volumul cuprinde 11 reportaje, iar în anexă sunt publicate texte inedite ale lui Stefan Ghecev.
Pe 22 februarie 2011 la Teatrul Național „Ivan Vazov” a avut loc un eveniment cultural dedicat centenarului nașterii lui Stefan Ghecev sub deviza „Omul Liber”.

## Opere

### Poezie
- Nașterea lui Orfeu
- Umbrele timpului
- Întrebări
- Jurnal
- Disciplina
- Poezii

### Proză
- Cunoaște-te pe tine însuți[13]
- Victoria și fiii săi
- Leul și peștera
- Podul
- Crudul binefăcător
- Sentenced to Senora (o culegere de povestiri scrise între 1959 și 1965)
- Crima de pe strada ”Former Prespa”
- Case Tricks
- Predicile părintelui Bogomil

### Traduceri

#### Din limba greacă
- Argonauti - Giorgos Seferis
- Ithaca - Konstantinos Kavafis
- Poezie greacă contemporană, vol. 1
- Odysseas Elytis
- Poezie greacă contemporană, vol. 2

### Non-ficțiune
- Sceptici fără rost (volumul cuprinde eseuri, memorii, interviuri și recenzii scrise de Stefan Albertov Ghecev)
- Prietenii mei greci (volum autobiografic, în care sunt povestite, printre altele, momentele petrecute alături de Odysseas Elytis, Grigoros Seferis, Kostas Varnalis, Ianis Rizos, Nikos Kazantzakis, Jorgenos Teotokas, Menelaos Ludemis și alții)
- Physiologist